# NGC 4164
NGC 4164 est une vaste et lointaine galaxie elliptique située dans la constellation de la Vierge. NGC 4164 a été découverte par l'astronome allemand Wilhelm Tempel en 1878. NGC 4164 est l'une des plus lointaines galaxies du New General Catalogue.

## Caractéristiques
Selon la base de données Simbad, NGC 4164 est une galaxie LINER, c'est-à-dire une galaxie dont le noyau présente un spectre d'émission caractérisé par de larges raies d'atomes faiblement ionisés.

### Distance
Sa vitesse par rapport au fond diffus cosmologique est de 19 787 ± 24 km/s, ce qui correspond à une distance de Hubble de 292 ± 20 Mpc (∼952 millions d'al).
À ce jour, une mesure non basée sur le décalage vers le rouge (redshift) donne une distance d'environ 244,000 Mpc (∼796 millions d'al). Cette valeur est loin à l'extérieur des valeurs de la distance de Hubble, mais compatible avec celle-ci. Notons cependant que c'est avec la valeur moyenne des mesures indépendantes, lorsqu'elles existent, que la base de données NASA/IPAC calcule le diamètre d'une galaxie et qu'en conséquence le diamètre de NGC 4164 pourrait être d'environ 83,8 kpc (∼273 000 al) si on utilisait la distance de Hubble pour le calculer.